# Cold Love
«Cold Love» (español: «Frío amor») es el segundo sencillo del álbum The Wanderer de Donna Summer, lanzado en 1980. Tuvo un poco menos de éxito que su antecesor, pero igualmente recibió una nominación al Grammy en la categoría mejor interpretación femenina de rock.
Vocalmente, esta canción contrasta con el sencillo anterior "The Wanderer" (que recuerda mucho a "Hot Stuff" de 1979) en el belting y el enfoque al hard rock. Esta técnica y estilo fue muy frecuente en las vocalistas femeninas de los 80 como Heart y Pat Benatar.
El lado B corresponde a la canción "Grand Illusion", perteneciente al mismo álbum y compuesta por Summer con Giorgio Moroder.

## Sencillos
- GER 12" sencillo (1980) Geffen GEF 79 194[1]

1. «Cold Love» - 3:37
2. «Grand Illusion» - 3:54

- US 7" sencillo (1980) Geffen GEF 49634[2]

1. «Cold Love» - 3:11
2. «Grand Illusion» - 3:51

- ITA 7" sencillo (1980) Geffen U 79193[3]

1. «Cold Love» - 3:37
2. «Grand Illusion» - 3:54

- Escandinavia 7" sencillo (1980) Geffen GEF 79193[4]

1. «Cold Love» - 3:15
2. «Grand Illusion» - 3:50

- NL 7" sencillo (1980) Geffen WEA 79.193[5]

1. «Cold Love» - 3:37
2. «Grand Illusion» - 3:54

- UK 7" sencillo (1980) Geffen K 79193[6]

1. «Cold Love»
2. «Grand Illusion»

## Posicionamiento
| Listas (1980)                 | Posición |
| ----------------------------- | -------- |
| RPM Canadá                    | 29       |
| Irlanda                       | 30       |
| UK Singles Chart              | 44       |
| Billboard Hot 100             | 33       |
| Billboard Hot Dance Club Play | 8        |